# 莫遜戰役
莫遜戰役是2022年俄羅斯入侵烏克蘭初期，俄羅斯軍隊和烏克蘭軍隊為控制烏克蘭基輔州莫遜及其周邊地區，而發生的一系列軍事交戰，戰鬥從2022年3月5日持續到3月21日，被形容是基輔保衛戰中「最激烈、最重要的戰鬥之一」。

## 背景
2022年2月25日，俄羅斯地面部隊在短暫控制安托諾夫機場後，俄羅斯主力部隊從白俄羅斯出發，穿過切爾諾貝爾禁區，對基輔發動大規模攻勢。在快速推進的過程中，俄羅斯軍隊先後控制切爾諾貝爾、伊萬基夫、季梅爾和博羅江卡後，到達布查鎮郊外。 
為了阻止俄羅斯的進攻，烏克蘭軍隊在撤退時炸毀了伊爾平河上的橋梁，沿河的炮擊和戰鬥持續了幾天。 

## 交戰
3月5日，少量俄羅斯特種部隊進入並佔領莫遜西北部地區。 
3月6日上午，大批俄羅斯軍隊開始渡河，當時，莫遜由烏克蘭第72機械化旅的一個連負責。迫於壓力，烏克蘭軍隊撤退到村莊中心並重新集結。 隨後，攜帶反坦克武器的烏克蘭特種部隊抵達增援。 俄軍使用BM-21火箭𤆵、迫擊炮、空襲、無人機和攻擊直升機不斷襲擊該村莊，並使用電子戰戰術裝置摧毀烏克蘭無人機並干擾當地的通訊。 
到3月中旬，俄羅斯軍隊在鄰近城市伊爾平以及首都以西的其他地區面臨烏克蘭守軍的激烈抵抗。 由於未能突破烏克蘭在這些地區的防禦，俄軍選擇優先通過莫遜向基輔推進。  
戰爭初期，科扎羅維奇大壩的一部分被炸毀，讓基輔水庫的水流入伊爾平河，以提高水位並形成天然屏障，河水超出河岸1.5至2米，令過河變得十分困難。 洪水使得駐紮在安托諾夫機場的俄羅斯軍隊幾乎不可能渡河到莫遜，從而進入基輔。  
3月11日，俄羅斯軍隊從四面八方對莫遜發起大規模進攻。烏克蘭軍隊派出增援部隊進入該村，試圖擊退進攻。在猛烈炮火的影響下，烏克蘭軍隊在接下來的幾天里，逐漸撤退到該村的郊區。隨後，烏克蘭軍隊在莫遜附近的森林中建立了防禦陣地。 
截至3月13日，烏克蘭消息人士稱，第 155 獨立海軍陸戰旅在戰鬥中已造成約600人死亡、另有600人受傷。 3月14日左右，第72機械化旅旅長亞歷山大·弗多維琴科向烏克蘭武裝部隊總司令瓦列里·扎盧日內提出從莫遜撤退的建議。扎盧日內回答：「如果你搬走，那就搬走基輔」和「我們將尋找力量和手段」。指揮部決定繼續保衛村莊並改變策略。弗多維琴科開始每三天輪換一次部隊，並表示「由於炮擊密集和寒冷，部隊不可能停留更長時間，並引入一個新營。」  
幾天後，烏克蘭部隊從兩側包圍莫遜，並開始猛烈炮擊俄羅斯部隊集結地和渡口。 隨後將俄羅斯軍隊趕回伊爾平河對岸。 
3月21日，烏克蘭武裝部隊將莫遜從俄羅斯佔領下完全解放。 

## 軍事價值
莫遜是防禦基輔的重要前哨， 俄羅斯軍隊將莫遜視為進攻基輔的戰略要地。為此，俄軍派出大量經驗豐富部隊、噴氣式火炮、迫擊炮、飛機來攻佔莫遜。儘管形勢艱難，烏克蘭軍隊還是阻止俄軍的攻勢，隨後又設法將俄軍逼至回伊爾平河左岸。  

## 後果
俄羅斯在莫遜、伊爾平、馬卡里夫和其他附近定居點的損失促使他們決定完全撤出基輔州。  戰鬥中，莫遜的2,800座建築中約有2,000座被毀。 